# ベッセルの不等式
数学の、特に函数解析学の分野におけるベッセルの不等式（ベッセルのふとうしき、英: Bessel's inequality）は、正規直交列についてのヒルベルト空間のある元 {\displaystyle x} の係数に関する不等式である・
{\displaystyle H} をヒルベルト空間とし、{\displaystyle e_{1},e_{2},...} を {\displaystyle H} 内の正規直交列とする。このとき、{\displaystyle H} 内の任意の {\displaystyle x} に対し
{\displaystyle \sum _{k=1}^{\infty }\left\vert \left\langle x,e_{k}\right\rangle \right\vert ^{2}\leq \left\Vert x\right\Vert ^{2}}
が成立する。ここで 〈•,•〉 はヒルベルト空間 {\displaystyle H} の内積を表す。
{\displaystyle e_{k}} 方向のベクトル {\displaystyle x} の無限和
{\displaystyle x'=\sum _{k=1}^{\infty }\left\langle x,e_{k}\right\rangle e_{k},}
を定義すると、ベッセルの不等式よりこの級数は収束する。基底 {\displaystyle e_{1},e_{2},...} によって表現される {\displaystyle x'\in H} が存在するものと考えることが出来る。
完全正規直交列（すなわち、基底であるような正規直交列）に対しては、不等号が等号に置き換えられたパーセヴァルの等式が成り立つ（したがって {\displaystyle x'} は {\displaystyle x} となる）。
ベッセルの不等式は、任意の自然数 n に対して成り立つ次の関係式より従う：
{\displaystyle 0\leq \left\|x-\sum _{k=1}^{n}\langle x,e_{k}\rangle e_{k}\right\|^{2}=\|x\|^{2}-2\sum _{k=1}^{n}|\langle x,e_{k}\rangle |^{2}+\sum _{k=1}^{n}|\langle x,e_{k}\rangle |^{2}=\|x\|^{2}-\sum _{k=1}^{n}|\langle x,e_{k}\rangle |^{2}.}